# 上那賀町
上那賀町（かみなかちょう）は、かつて徳島県の那賀郡に存在した町である。徳島県の南西部に位置していた。
2005年3月1日、那賀郡の3町2村による合併により現在は那賀町の一部となっている。

## 歴史
- 1956年（昭和31年）9月30日 - 那賀郡宮浜村、平谷村が合併し、上那賀村が発足。
- 1957年（昭和32年）1月1日 - 那賀郡上木頭村の大字海川を編入し、町制施行して上那賀町が発足。
- 2005年（平成17年）3月1日 - 郡内鷲敷町・相生町・木沢村・木頭村と合併し上那賀町は消滅。同域に那賀町を新設。

## 行政

### 歴代町長
- 和田淳二（1980年 - 1984年）
- 和田淳二（1984年 - 1988年）
- 和田淳二（1988年 - 1992年）
- 和田淳二（1992年 - 1996年）
- 和田淳二（1996年 - 2000年11月1日）
- 和田淳二（2000年11月2日 - 2002年5月5日）
- 野村英史（2002年5月27日 - 2005年2月28日）

## 地域

### 教育

#### 高等学校
- 徳島県立那賀高等学校平谷分校（2005年3月31日閉校）

#### 中学校
- 上那賀町立上那賀中学校（2018年3月31日閉校）

以下の学校は、上那賀町消滅前に閉校。
- 上那賀町立平谷中学校（2004年3月31日閉校）
- 上那賀町立宮浜中学校（2004年3月31日閉校）

#### 小学校
- 上那賀町立海川小学校（2005年3月31日閉校）
- 上那賀町立桜谷小学校（現那賀町立桜谷小学校）(2016年3月31日閉校)
- 上那賀町立平谷小学校（現那賀町立平谷小学校）(2023年3月31日閉校)

## 交通

### 鉄道
町内を鉄道路線は通っていない。最寄り駅は、JR牟岐線日和佐駅。

### 航路
- なし

### 道路

#### 高速道路
- なし

#### 一般国道
- 国道193号
- 国道195号